# Correction K
Le terme Correction K se réfère à une correction qui doit être appliquée à la magnitude de galaxies situées à différentes distances (ou redshifts), pour obtenir une mesure équivalente de sa magnitude dans le référentiel au repos.

## Historique
C'est Hubble en 1936 qui aurait introduit ce terme, K se référant à une constante. Néanmoins, Kinney et collaborateurs dans la note 7 de leur article (page 48) notent que Carl Wilhelm Wirtz en 1918 se serait référé à cette correction via le terme "Konstante" (terme allemand pour constante), d'où le terme "correction K". En effet, plus les galaxies sont éloignées de nous, plus leur spectre se décale vers le rouge (redshift) et quand elles sont observées à travers une même bande photométrique, elles semblent différentes alors qu'elles peuvent être identiques. Trouver comment faire la correction a fait l'objet de nombreux travaux. Oke et Sandage en 1968 ont été parmi les pionniers. Pour comparer les propriétés photométriques des galaxies à différents redshifts, leurs flux lumineux doivent être corrigés du décalage du spectre lié au redshift, afin d'obtenir un flux correspondant à la longueur d'onde au repos du filtre. En effet, si le flux bolométrique, i.e. intégré sur toutes les longueurs d'onde, était mesuré, il ne serait pas utile de faire une correction K. Elle s'avère cependant nécessaire quand seule une partie du flux de la galaxie est intégré dans un filtre car la partie du spectre ainsi étudiée dépend du redshift.
En général, le profil de la distribution spectrale de la galaxie doit être ajusté pour faire cette correction et exige de nombreux filtres ou une très bonne couverture spectrale. Il est ainsi difficile de faire cette correction pour une galaxie observée dans 2 bandes spectrales. En 2007, des auteurs japonais ont proposé pour la première fois une correction K en fonction de la couleur des galaxies pour 2000 galaxies.

## Définition
La correction K se définit comme suit :
{\displaystyle M=m-5(\log _{10}{D_{L}}-1)-K\!\,} où {\displaystyle M\!\,} (resp. {\displaystyle m\!\,}) désigne la magnitude absolue (resp. apparente), K la correction K, et {\displaystyle {D_{L}}\!\,}la distance de luminosité mesurée en parsecs.
En 2010, une collaboration américano-russo-française a créé un nouvel algorithme simple et efficace pour calculer la correction K, qui a été implémentée dans le catalogue RCSED. Ils ont montré que, dans le cas des filtres optiques et proche-infrarouges (très utilisés par la communauté), les corrections K peuvent être approximées précisément par des polynômes à 2 dimensions de bas ordre, avec seulement 2 paramètres : le redshift et une couleur observée. Cette approche minimaliste (très efficace numériquement et suffisamment précise par rapport aux incertitudes des mesures) a été appliquée aux données du catalogue RCSED, et les fonctions sont disponibles via un calculateur de correction K. Pour les galaxies rouges, il y a aussi la possibilité de calculer la correction K à partir seulement du redshift.